# 4664 Hanner
4664 Hanner је астероид главног астероидног појаса са средњом удаљеношћу од Сунца која износи 2,885 астрономских јединица (АЈ).
Апсолутна магнитуда астероида је 12,6.